# Si ce n'est toi...
Si ce n'est toi... est le douzième et dernier tome de la série de bande dessinée De cape et de crocs d’Alain Ayroles (scénario) et Jean-Luc Masbou (dessin).

## Synopsis
Enlevé, le lapin Eusèbe est emmené à la Cour des Miracles, où celui qui règne sur les vagabonds et malandrins n'est autre que son propre frère Fulgence, tombé en disgrâce auprès de sa famille, qui ressemble trait pour trait à Eusèbe, mais avec un caractère redoutablement différent. Fulgence souhaite qu'Eusèbe travaille pour lui, mais le gentil lapin est horrifié par une telle perspective, ce qui pousse Fulgence à chasser son frère de la Cour des Miracles. La même nuit, le singe spadassin Fagotin, qui pense qu'Eusèbe a bravé son interdiction de remonter sur scène, assassine le poète de Lisière, et compte faire de même avec Eusèbe, incité en cela par certains brigands de la Cour des Miracles qui craignent que Fulgence ne transmette les rênes à son frère. Le lendemain matin, Eusèbe se rend aux Carmes Débottés pour son duel avec le marquis de Montmorency, mais ce dernier n'honore pas le rendez-vous, ayant été vaincu lors d'un précédent duel (contre Don Lope, qu'Eusèbe rencontrera plus tard lors de ses aventures).
Eusèbe se retrouve à nouveau emprisonné à la Bastille : en effet, Fulgence s'est fait passer pour lui auprès de la marquise de Trois-Croix pour y dérober une grande quantité de bijoux et de biens de valeurs, tout en nouant un pacte avec les intrigants Colvert et Souchet en leur promettant d'éliminer le duc de Limon pour éviter qu'il ne soit nommé Premier ministre. En cellule, le lapin retrouve le montreur d'ours qui l'avait trompé sur le chemin de Paris. Profitant de l'affection qu'a la fille du geôlier pour Eusèbe, le lapin s'enfuit en compagnie de ses codétenus et trouve refuge auprès d'un groupe de gitans (où Eusèbe croise la route de la mère adoptive d'Hermine, dont il fera également la connaissance bien plus tard). Eusèbe y est retrouvé par Fulgence, qui tente à nouveau de convaincre Eusèbe de combattre l'injustice et la pauvreté à ses côtés tout en le protégeant de Fagotin. Fulgence charge ce dernier d'assassiner le duc de Limon.
Ayant appris que le geôlier et sa fille ont été emprisonnés pour les punir de son évasion, Eusèbe se rend de lui-même auprès du duc de Limon pour demander leur grâce en échange de son retour à la Bastille. Eusèbe tente également d'amener le duc de Limon à faire preuve de pitié et de générosité envers les brigands de la Cour des Miracles afin qu'ils retrouvent le droit chemin. Perplexe face à l'authentique candeur du lapin, le Grand Veneur accepte de libérer le geôlier et sa fille et laisse également sa liberté à Eusèbe. Ce dernier retrouve par hasard Maître Brioché, qui aide Eusèbe à démêler les fils des intrigues dans lesquelles il s'est retrouvé mêlé, comprenant les funestes intentions de Fulgence vis-à-vis du Grand Veneur. Eusèbe tente, sans succès, de persuader Fagotin puis Fulgence de renoncer, mais tous deux le rejettent.
Ne voyant aucune autre option, Eusèbe se résout à affronter lui-même Fagotin le jour du meurtre, assisté en cela par son ami mousquetaire, Monsieur d'Ortolan. Tous deux escaladent la Tour Saint-Jacques, où ils trouvent Fagotin en embuscade. Tandis qu'un féroce duel éclate entre Fagotin et d'Ortolan, Fulgence et ses hommes approchent de la procession du duc de Limon. Méprenant Fulgence pour Eusèbe, le Grand Veneur avoue qu'il a été touché par la foi en la bonté de l'Homme du gentil lapin et s'engage, lorsqu'il sera Premier ministre, à mettre en œuvre des mesures allant dans le sens proposé par Eusèbe en faveur des indigents, plutôt que de servir ses propres intérêts. Abasourdi par une telle volte-face, Fulgence se précipite auprès de Fagotin, qui a tout juste vaincu d'Ortolan, et annule le contrat sur la tête du duc de Limon, souhaitant parier sur la vision d'Eusèbe.
Néanmoins, Fagotin refuse de laisser son travail inachevé et abat tout de même le duc de Limon. Se précipitant, Eusèbe est à nouveau victime d'une erreur judiciaire après que les hommes du Grand Veneur l'aperçoivent avec le fusil de Fagotin en main. Un procès expéditif condamne le lapin à mort. Toutefois, la marquise de Trois-Croix rend une dernière visite à Eusèbe, et apprend qu'il est innocent de tout ce dont on l'accuse, le vol dont Fulgence s'est rendu coupable comme la mort du duc de Limon. Elle parvient ainsi à intercéder auprès du roi qui commue la peine d'Eusèbe en une condamnation à perpétuité aux galères (où il rencontrera bientôt Armand et Lope).

## Analyse
Bien qu'il s'agisse du dernier de la série, cet album, comme le précédent, sert de préquelle aux évènements narrés au début de De cape et de crocs, bouclant ainsi la trame narrative du récit. En conséquence, l'histoire est truffée de références et autres clins d’œil à des éléments aperçus dans les albums antérieurs (qui se déroulent après sur le plan chronologique). Ainsi, la mort du marquis de Montmorency (qui permet à Eusèbe d'éviter d'affronter ce dernier en duel) a en réalité été causée par Don Lope, évènement qui jettera ce dernier et son ami Armand sur les routes de l'aventure dans le premier tome. Armand, quant à lui, est évoqué comme ancien lieutenant de Monsieur d'Ortolan, mousquetaire et ami d'Eusèbe. Ce dernier explique à Eusèbe, après avoir peiné à se souvenir du mot, ce qu'est le panache, une notion qu'Eusèbe rappellera à son tour au Maître d'armes lors de ses aventures sur la Lune. De plus, Eusèbe croise la route de la mère adoptive de Hermine, qui lui prédit son avenir et décrit nombre d'évènements qu'Eusèbe vivra effectivement lors de la quête des îles Tangerines. Enfin, Eusèbe fait la promesse de toujours arriver à temps pour sauver ceux qui doivent l'être, justifiant a posteriori le statut de deus ex machina que les précédents albums lui ont conféré. Sur une note prêtant davantage à sourire, cet album et le précédent permettent enfin à Eusèbe de narrer l'histoire qui l'a conduit aux galères, qu'il n'avait jamais pu révéler à ses amis auparavant.
Les tribulations vécues par Eusèbe entre son frère Fulgence, héraut des vagabonds et des malandrins de la Cour des Miracles, et le duc de Limon, impitoyable lieutenant-général usant de son poste pour garantir son ascension sociale, donnent l'occasion au récit de s'intéresser à différentes visions de la politique, sans oublier les intrigues politiques ourdies par Colvert et Souchet et les capacités qu'ont les femmes de la haute noblesse d'obtenir des faveurs de la part du roi. Le duc de Limon est ainsi le symbole d'un cynisme politique entièrement assumé, le lieutenant-général expliquant agir d'abord dans son propre intérêt, distribuant des largesses à ses alliés au détriment du petit peuple, ne laissant à ce dernier que le « spectacle de [ses] chasses ». Face à lui, Fulgence est tenant d'une vision révolutionnaire aux accents anarchistes, qui vise à renverser le pouvoir et l'ordre établi par la violence en faisant « rendre gorge aux nantis », prétendant agir au nom des pauvres et des malheureux (« sans terre, sans patte ou sans toit, avaient-ils d'autre choix que de se faire sans loi ? »). La vision d'Eusèbe, quant à elle, décrite comme « naïve » par Fulgence comme par le duc de Limon, est empreinte du plus pur idéalisme : les puissants (« ces personnes qui décident les choses ») devraient user de leurs privilèges uniquement dans le but d'améliorer l'existence des pauvres et des malheureux, ce qui empêcherait ces derniers de sombrer dans la délinquance (« Ça vous ferait moins de brigands à arrêter ! Et du coup, dans les cachots, il y aurait de la paille pour tout le monde ! »).
Les propos des personnages maintiennent la tradition d'un recours aux figures de style et à diverses tournures de phrase visant à créer un effet comique. Ainsi, les personnages de Colvert et de Souchet, deux canards anthropomorphisés, s'insultent par exemple de butor (un terme parfois effectivement détourné comme une insulte) mais également de tadorne, de sarcelle, de fuligule ou de canard de Barbarie, usant ainsi, littéralement, de noms d'oiseaux. Le duc de Limon use quant à lui d'une antithèse lorsque, consentant à libérer le geôlier et sa fille, il déclare « ils retournent en prison, libres ». Le discours d'Eusèbe, en particulier lorsqu'il converse avec Fulgence, est marqué par des figures d'atténuation comme l'euphémisme et la litote, avec des tournures comme « Voler, ce n'est pas beau ! » et des qualificatifs comme "polisson", tandis que les propos de son frère sont marqués par des figures de répétition comme l'anaphore (« Ils ne sont pas polis, eux ! Ils ne font pas tout bien, eux ! Ils ne sont pas mignons ! »).
Plusieurs références à la culture populaire apparaissent dans le récit. Elles sont d'abord artistiques et littéraires, et ce dès le titre de l'album, qui fait référence au film Si ce n'est toi, c'est donc ton frère. Au moins deux chansons font l'objet de clins d’œil : l'affection entre Eusèbe et la fille du geôlier rappelle Dans les prisons de Nantes (Eusèbe demande à la jeune fille ce qu'on dit de lui en ville et s'apprête à promettre de l'épouser s'il revient), tandis que l'oraison funèbre prononcée par Bossuet (« Ô matin désastreux ! [...] Un lapin a tué le Grand Veneur ! C'était un lapin qui... ») reprend les paroles de Un lapin de Chantal Goya. Fulgence se décrit quant à lui comme « le phénix des hôtes de ces rues », reprenant à son compte un vers de la fable Le Corbeau et le Renard. Le personnage du père Malebranche, qui ne considère les animaux comme Eusèbe (indépendamment du fait que celui-ci soit doué de parole) que dans une perspective purement mécaniste, retranscrit ici la vision de René Descartes, par ailleurs explicitement cité. Enfin, lorsque Fagotin avertit Eusèbe des dangers de certains des objets de son repaire par les mots « Ne mets pas les mains sur cette porte, tu pourrais te faire pincer très fort », il reprend le message du Lapin du métro parisien.